# André Hunebelle

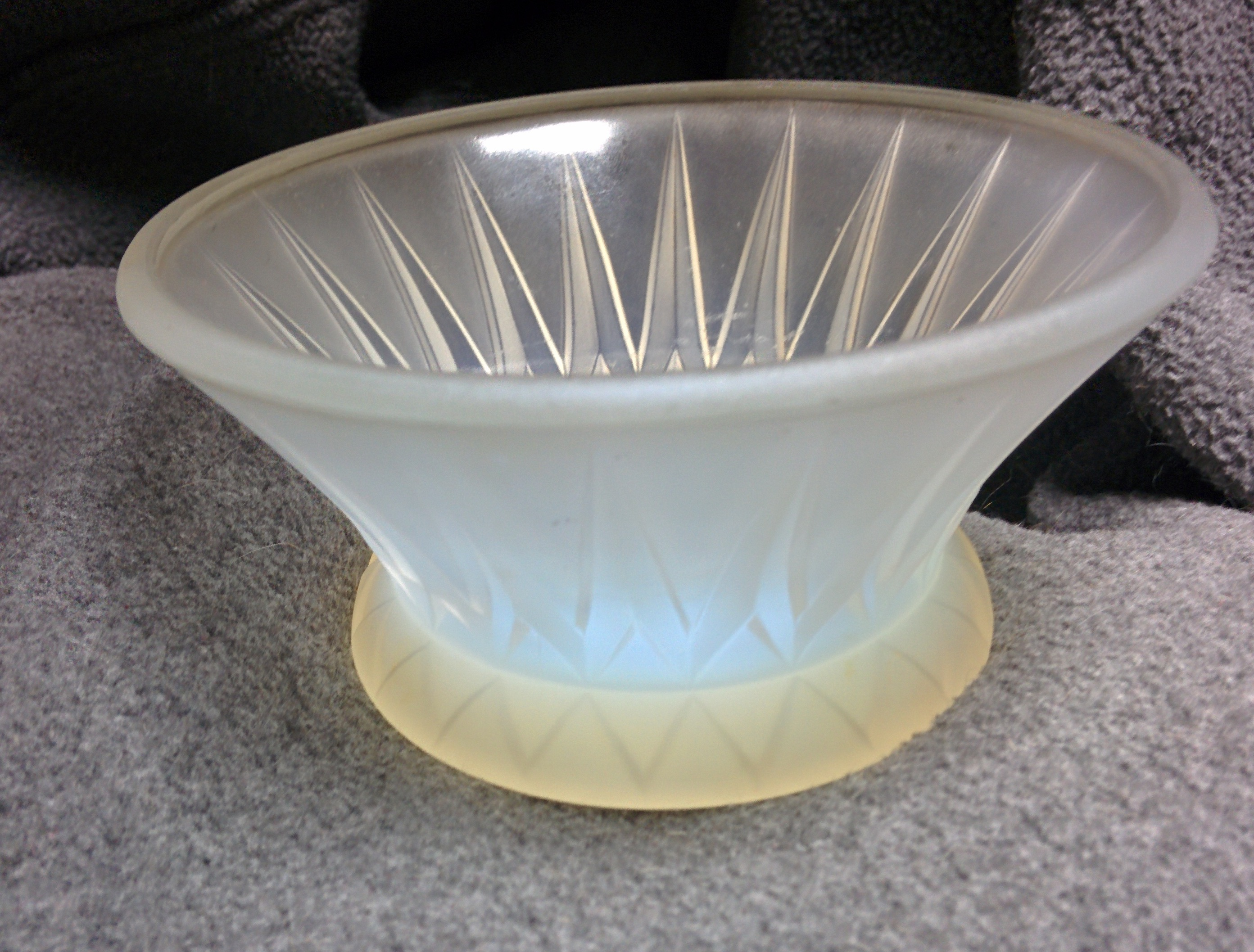
Door Hunebelle vervaardigde glazen kom met cactus-motief, circa 1930

André Hunebelle (Meudon, 1 september 1896 – Nice, 27 november 1985) was een Frans glazenier en filmregisseur.
Hunebelle behoort tot de absolute commerciële top van de Franse cineasten, samen met Jean Girault, Gérard Oury, Francis Veber, Henri Verneuil, Claude Zidi, Luc Besson en Dany Boon.

## Leven en werk

### Afkomst
Hunebelle was van vaderskant afkomstig uit een familie van leerlooiers die heel invloedrijk werd in de tweede helft van de 19e eeuw. Toen werd ze actief en succesrijk in de spoorwegbouw, de zakenwereld, en de politiek.

### Glasschilder
Hunebelle werd wetenschappelijk gevormd aan de École Polytechnique waar hij studeerde, net zoals zijn vader. Daarna sloeg hij een andere weg in: hij werd decorateur, ontwerper en vooral een gereputeerd glazenier. Sinds het midden van de jaren twintig stelde hij zijn glaswerk tentoon in zijn luxueuze winkel op de Champs-Élysées. Hij bleef de glasschilderkunst beoefenen tot zijn vijfenveertigste levensjaar. Zijn werk is te bezichtigen in diverse musea.

### Nieuwe roeping
In 1938 kwam een eind aan zijn werkzaamheden als glazenier. Hunebelle schoolde zich om en was vanaf 1941 filmproducent. In 1948 debuteerde hij op 52-jarige leeftijd als regisseur met de komedie Métier de fous waarvoor zijn zoon Jean-Marie, onder de naam Jean Halain, het scenario schreef. Halain tekende voor het merendeel van de filmscenario's van zijn vader. Voor de spionagefilm Mission à Tanger (1949) deed Hunebelle dan weer een beroep op de jonge Michel Audiard die zijn allereerste opdracht kreeg. Hij lanceerde zo diens carrière van scenario- en dialoogschrijver. Méfiez-vous des blondes (1950) en Massacre en dentelles (1952) waarvoor Audiard ook het verhaal schreef, vormen samen met Mission à Tanger een burleske spionagetrilogie waarin de Belgische acteur en filmregisseur Raymond Rouleau telkens de sprankelende journalist-detective speelde.

### Jaren vijftig
In de jaren vijftig verwezenlijkte hij een tiental komedies met veelzeggende titels als Ma femme est formidable (1951), Mon mari est merveilleux (1953), en Les femmes sont marrantes (1957). Hunebelle was een van de eerste cineasten die het talent van Louis de Funès ontdekte. Hij schonk hem enkele bijrollen in zijn komische films. In 1958 gaf hij De Funès een van zijn eerste hoofdrollen in de succesvolle komedie Taxi, roulotte et corrida.
Hunebelle onderbrak zijn reeks komedies enkel voor twee mantel- en degenfilms met Bourvil. In Les Trois Mousquetaires (1953) was Bourvil de knecht van d'Artagnan en in Cadet Rousselle (1954) speelde hij de kameraad van de titelfiguur, een historisch personage uit de Franse Revolutie. Het waren Hunebelle's meest succesvolle films van die periode. Vijf jaar later vroeg Hunebelle Bourvil nog twee keer voor een gelijkaardige ondersteunende rol in Le Bossu (1959) en in Le Capitan (1960), beide met Jean Marais.

### Jaren zestig
Hunebelle blies zo de carrière van Marais nieuw leven in en hij begon een hechte tandem met hem te vormen. Hun samenwerking resulteerde in nog vijf van Hunebelle's succesrijkste films, waaronder de historische avonturenfilms Le Miracle des loups (1961) en Les Mystères de Paris (1962). Daarna draaide hij drie politiekomedies rond Fantômas, de erg slimme en wreedaardige gemaskerde misdadiger. Samen vormen die films de Fantômastrilogie (1964-1967) waarin Hunebelle Marais samenbracht met Louis De Funès, zijn andere favoriete acteur.
Zijn spionagefilm OSS 117 se déchaîne (1963) was bedoeld als antwoord op de eerste James Bondfilms. In tegenstelling tot de nog steeds niet afgesloten reeks Bond-films kende OSS 117 se déchaîne 'slechts' drie sequels.

### Jaren zeventig
Toen Hunebelle in de jaren zeventig voor de televisie ging werken deed hij nog een laatste keer een beroep op Marais voor Joseph Balsamo (1973), een zevendelige historische televisieserie naar de gelijknamige roman van Alexandre Dumas père over het avontuurlijk leven van Alessandro Cagliostro. 
In navolging van Claude Zidi deed hij in 1974 een beroep op de in de jaren zeventig immens populaire Les Charlots om twee succesrijke historische komedies rond de drie musketiers te draaien. Vier jaar later realiseerde hij op 82-jarige leeftijd zijn laatste film, de komedie Ça fait tilt, een remake van zijn allereerste film Métier de fous (1948).

### Privéleven
Naast zijn zoon Jean-Marie, die scenarioschrijver was, had Hunebelle een dochter, Anne-Marie, die gehuwd was met filmmuziekcomponist Jean Marion, die de muziek schreef voor tal van films van zijn schoonvader.
Hunebelle overleed in 1985 op 89-jarige leeftijd.

## Filmografie

### Regisseur
- 1948 - Métier de fous
- 1949 - Millionnaires d'un jour
- 1949 - Mission à Tanger
- 1950 - Méfiez-vous des blondes
- 1951 - Ma femme est formidable
- 1952 - Massacre en dentelles
- 1952 - Monsieur Taxi
- 1953 - Les Trois Mousquetaires
- 1953 - Mon mari est merveilleux
- 1954 - Cadet Rousselle
- 1955 - Treize à table
- 1955 - L'Impossible Monsieur Pipelet
- 1956 - Casino de Paris
- 1956 - Mannequins de Paris
- 1956 - Les Collégiennes
- 1957 - Les femmes sont marrantes
- 1958 - Taxi, Roulotte et Corrida
- 1959 - Le Bossu
- 1959 - Arrêtez le massacre
- 1960 - Le Capitan
- 1961 - Le Miracle des loups
- 1962 - Les Mystères de Paris
- 1963 - OSS 117 se déchaîne
- 1963 - Méfiez-vous, mesdames
- 1964 - Banco à Bangkok pour OSS 117
- 1964 - Fantômas
- 1965 - Furia à Bahia pour OSS 117
- 1965 - Fantômas se déchaîne
- 1967 - Fantômas contre Scotland Yard
- 1968 - Pas de roses pour OSS 117 (coregisseur)
- 1968 - Sous le signe de Monte Cristo
- 1973 - Joseph Balsamo (televisieserie)
- 1974 - Les Quatre Charlots mousquetaires
- 1974 - Les Charlots en folie : À nous quatre Cardinal!
- 1978 - Ça fait tilt

### Scenarioschrijver
- 1958 - Taxi, roulotte et corrida
- 1960 - Le Bossu
- 1960 - Le Capitan
- 1963 - OSS 117 se déchaîne
- 1964 - Banco à Bangkok pour OSS 117
- 1965 - Furia à Bahia pour OSS 117

### Producer
- 1949 - Millionnaires d'un jour
- 1951 - Ma femme est formidable
- 1952 - Monsieur Taxi
- 1953 - Les Trois Mousquetaires
- 1967 - Atout cœur à Tokyo pour OSS 117 (Michel Boisrond)
- 1968 - Pas de roses pour OSS 117

## Bezoekersaantallen
Met 84.292.640 verkochte plaatsen neemt Hunebelle de eerste plaats in onder de Franse cineasten. Zijn belangrijkste kaskrakers, Le Bossu (1959), Les Trois Mousquetaires (1953) en Le Capitan (1960), lokten alle drie meer dan vijf miljoen toeschouwers.